# 阿賈普桑達利
阿賈普桑達利是一種流行在喬治亞和亞塞拜然的蔬菜菜餚。主要原料包括了茄子、馬鈴薯、番茄、菜椒和調味粉。阿賈普桑達利是喬治亞和亞塞拜然非常受歡迎的家庭料理。